# Преступность в Сент-Люсии

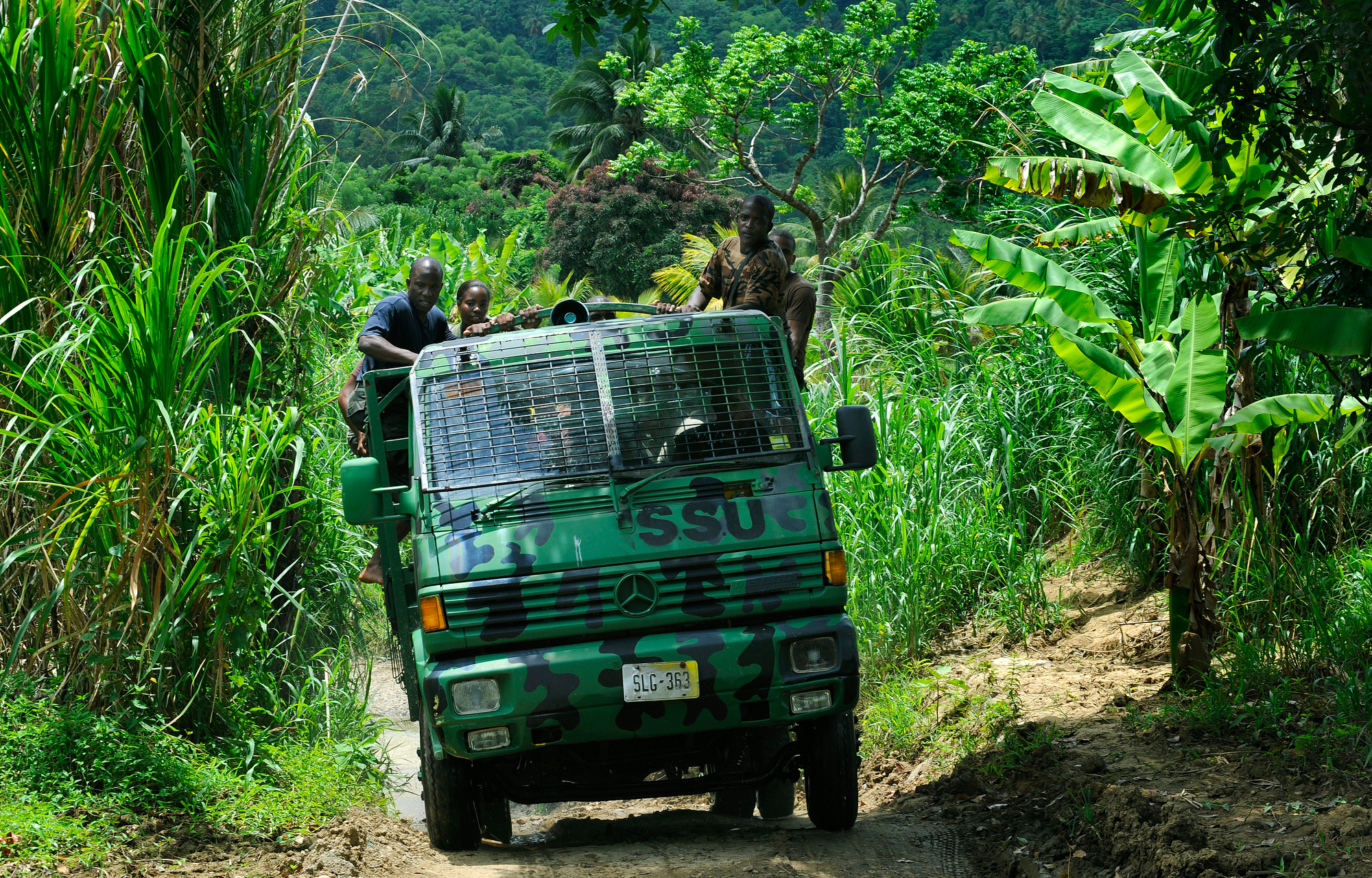
Подразделение специальной службы Королевской полиции Сент-Люсии на учениях.

Преступность в Сент-Люсии является серьёзной проблемой. Её проявления расследует Королевская полиция Сент-Люсии.

## Типы преступлений

### Убийства
В 2012 году в Сент-Люсии уровень убийств составлял 21,6 на 100 000 населения. Всего в Сент-Люсии в 2012 году было совершено 39 убийств. В 2017 году в Сент-Люсии было зарегистрировано 60 убийств.
В январе 2014 года гражданин Великобритании Роджер Пратт был убит на своей яхте Magnetic Attraction, пришвартованной у Вьё-Фор, Сент-Люсия. Его вдова, Маргарет Пратт, неоднократно выражала свою озабоченность по поводу задержек с привлечением к суду четырёх мужчин, обвиняемых в убийстве, и систематических неудач, которые привели к загрязнению судебно-медицинских доказательств с места убийства.

### Ограбления
Ограбления — серьёзная проблема в Сент-Люсии. В 2014 году Сент-Люсия вошла в десятку самых опасных круизных направлений в мире, сообщалось о случаях ограбления шестидесяти девяти круизных пассажиров всего за две экскурсии.
14 декабря 2015 года американскую пару ограбили двое мужчин с кухонным ножом и мачете. Несмотря на подачу заявления, они более не получали сведений от полиции, и предполагается, что преступники всё ещё на свободе.
В январе 2014 года британская пара была ограблена на борту своей яхты, когда она пришвартовалась у Вьё-Фор, Сент-Люсия, а муж был убит.
В 2013 году 55 пассажиров круизного лайнера были ограблены под дулом пистолета в дневное время в Ботаническом саду в Суфриере. Во время инцидента никто не пострадал.

## Деятельность полиции
Полицию Сент-Люсии обвиняли, в основном видные деятели тогдашней оппозиционной партии (Лейбористская партия Сент-Люсии), в ведении списков смертников и проведении внесудебных казней подозреваемых преступников в попытке сделать Сент-Люсию более привлекательной для туристов. Предполагаемые случаи стрельбы полицией имели место в 2010 и 2011 годах во время акции безопасности под названием Operation Restore Confidence, которая была направлена на сокращение насильственных преступлений и развитие туризма. Согласно независимому отчёту, офицеры Королевской полиции Сент-Люсии инсценировали дюжину убийств подозреваемых преступников. Затем полиция сообщила об этих убийствах как об убийствах, совершённых неизвестными нападавшими, подбросившими оружие на место происшествия. В августе 2013 года правительство США приостановило помощь полиции Сент-Люсии в свете слухов о внесудебных казнях.
В 2015 году полиция Сент-Люсии заявила, что у неё не хватает ресурсов, а полицейских не хватает, чтобы справиться с нагрузкой по уголовным делам.